# Chiesa di Sant'Antonio da Padova (Siena)
La chiesa di Sant'Antonio di Padova è situata a Siena in via Cecco Angiolieri; è l'Oratorio della Contrada Priora della Civetta.

## Storia e descrizione

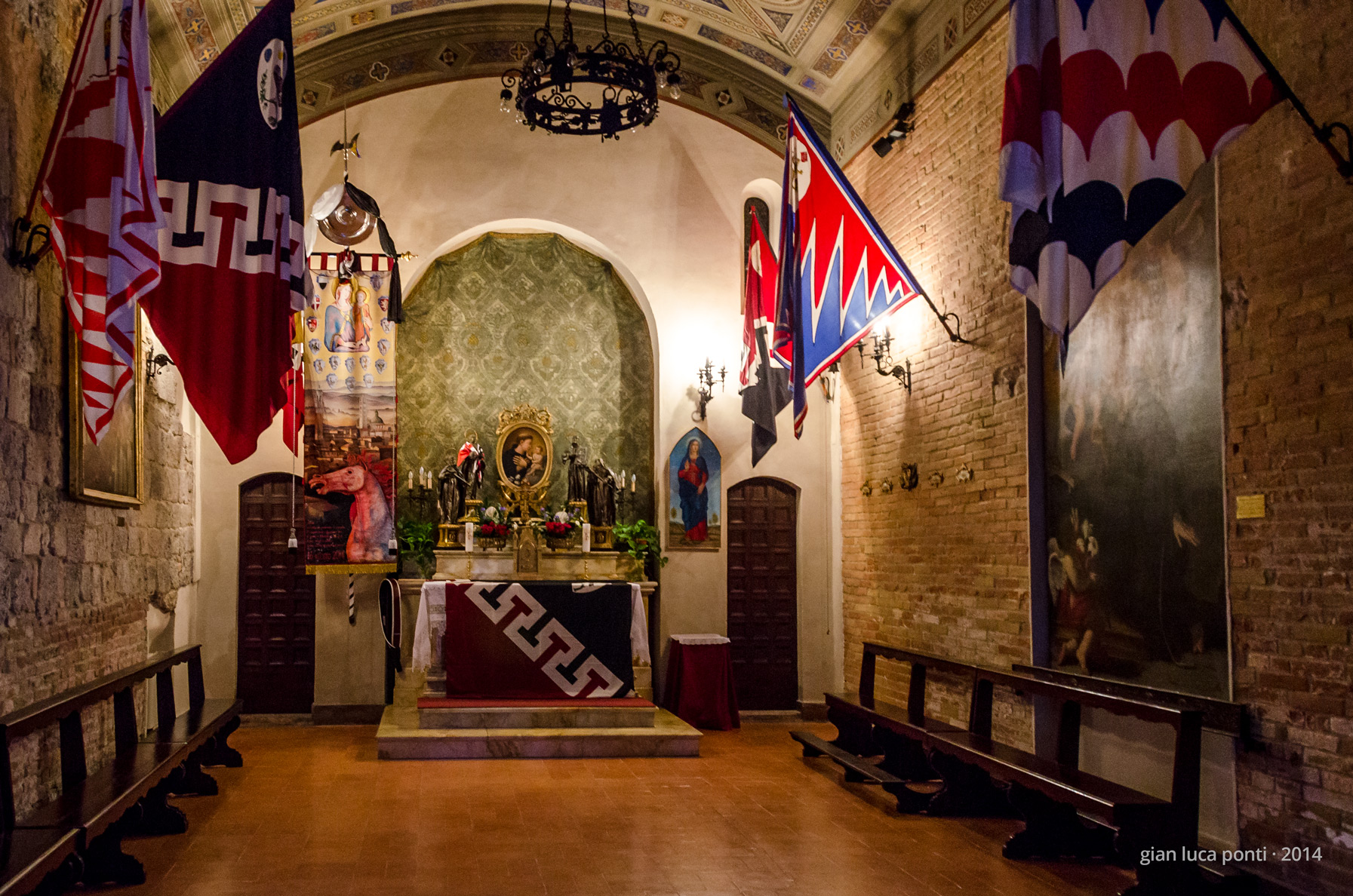
L'interno

Inglobata fra la via Cecco Angiolieri (dove affaccia l'ingresso principale) e il Castellare degli Ugurgieri, è l'Oratorio della Contrada Priora della Civetta, intitolato a Sant'Antonio di Padova, compatrono insieme a San Bernardo Tolomei della Contrada. La Civetta fu l'ultima Contrada ad edificare un proprio Oratorio, poiché per vicende storiche era legata alla chiesa di San Cristoforo dove aveva in patronato un proprio altare. Il locale dove è stato costruito l'Oratorio era un fondaco ad uso commerciale e artigianale, al piano terra di un antico palazzo medievale. Fu acquistato dalla Contrada nel 1932. Nel 1934 si era già messo mano alla facciata e all'ingresso principale e nel 1936 fu costruito l'altare in marmo. Difficoltà economiche e gli eventi bellici protrassero i lavori per quasi un decennio. Al termine della guerra l'Oratorio fu completato e aperto al culto nel 1945. 
Una modifica sostanziale al progetto originale è stata apportata nel 1973, quando furono tolti gli intonaci interni, inizialmente dipinti a strisce orizzontali bianche e scure in stile neo-romanico senese, per riportare in vista la muratura originale in pietra e mattoni.
Al suo interno si conservano due pregevoli tele: una settecentesca di Galgano Perpignani raffigurante il santo titolare e l'altra seicentesca di Vincenzo Rustici con la Madonna col Bambino, San Giovannino e San Carlo Borromeo che presenta San Luigi Gonzaga , donata alla Contrada dal Conte Guido Chigi Saracini.
Sempre nel Castellare si trova il Museo della Contrada che conserva, oltre ai Drappelloni, agli argenti e ai paramenti sacri, una serie di interessanti maioliche arcaiche e rinascimentali di manifattura senese.
A Siena esiste anche un'altra chiesa di Sant'Antonio di Padova, in via Tommaso Pendola, oratorio della Contrada della Tartuca.